# Nande Korpnik
Nande Korpnik, slovenski arhitekt, * 10. maj 1962, Slovenj Gradec.
Korpnik je leta 1989 diplomiral na Fakulteti za arhitekturo v Ljubljani pri profesorju  Vladimirju Brezarju. Leta 1990 je odprl svoj biro. Sočasno z opravljanjem privatne prakse se v prvih letih intezivno ukvarja z arhitekturno moderno dediščino Velenja, z namenom rehabilitacije povojne moderne arhitekture in pravilne ocene slovenskih avtorjev in pionirjev slovenske moderne arhitekture v Velenju.
Na Fakulteti za gradbeništvo, prometno inženirstvo in arhitekturo v Mariboru je od leta 2014 habilitiran kot univerzitetni učitelj. Med leti 2019 in 2023 je bil voljeni član in predsednik skupščine Zbornice za arhitekturo in prostor Slovenije (ZAPS). 

## Glavni projekti
Med njegove najodmevnejše projekte sodijo Upravno poslovna stavba v Velenju (1997), stavba razstavni prodajni avtosalon Integra v Mariboru (1998), družinska hiša Acman (Griže, 2000), poslovna stavba Menerga v Mariboru (2002), Poslovni center Brinje v Ljubljana (2003), Paviljon za prezentacijo arheologije Celje (2016), Stolp Kristal v Rogaški Slatini (soavtor in konstrukter Viktor Markelj, 2024) in Zunanje dvigalo  Stare grofije v Celju (2024).

## Strokovna priznanja in nagrade
- 1995 Valvazorjevo priznanje (Nande Korpnik, Rolanda Fugger Germadnik, lrena Lazar) za razstavo: Prosimo, dotikajte se predmetov Pokrajinskega muzeja Celje[4]
- 1998 Slovenska nominacija za evropsko nagrado Mies van der Rohe za leto 1998, za projekt razstavno – prodajni salon Integra v Mariboru[4]
- 2000 Slovenska nominacija za evropsko nagrado Mies van der Rohe za leto 2000 za družinsko hišo Acman v Grižah[4]
- 2000 Plečnikova nagrada za leto 2000 za družinsko hišo Acman v Grižah [5]
- 2004 Slovenska nominacija za evropsko nagrado Mies van der Rohe za leto 2004 za poslovno upravno stavbo Menerga v Mariboru[4]
- 2005 Zlati svinčnik za odlično realizacijo za 2005 za družinsko hišo Acman v Grižah[6]
- 2008 Green Building za energetsko učinkovit objekt za poslovno stavbo Menerga v Mariboru[6]
- 2016 Priznanje SAD (Slovensko arheološko društvo) za izjemen enkratni dosežek s področja arheologije za Prezentacijski paviljon na Glavnem trgu v Celju
- 2019 Evropska nagrada za kulturno dediščino Europa Nostra za Paviljon za prezentacijo arheologije v Celju [7]
- 2019 Platinasti svinčnik Zbornice za arhitekturo in prostor Slovenije (ZAPS) za obsežnejši opus na področju arhitekture[6]